# Iswestija-Pokal 1977
Der Iswestija-Pokal 1977 (russisch Турнир на приз газеты Известия, dt.: Turnier um den Preis der Zeitung „Iswestija“, dt. Iswestija, d. h. Nachrichten) war die 11. Austragung des internationalen Eishockeyturniers, welches in diesem Jahr vom 16. bis zum 21. Dezember 1977 stattfand. Neben der sowjetischen Sbornaja nahmen wieder die Nationalmannschaften Finnlands, Schwedens und der Tschechoslowakei teil. Auch in diesem Jahr wurde mit den kanadischen Nordiques de Québec, dem Sieger der WHA, eine außereuropäische Mannschaft eingeladen.

## Spiele
| 16. Dezember 1977 | Tschechoslowakei Ivan Hlinka (1.) Ivan Hlinka (41.) Eduard Novák (55.) | 3:3 (1:2, 0:0, 2:1) Spielbericht | Finnland Esa Peltonen (10.) Matti Rautiainen (14.) Jukka Porvari (59.) | Lenin-Sportpalast, Moskau Zuschauer: 10.000 |

| 16. Dezember 1977 | UdSSR Alexander Malzew (3.) Wjatscheslaw Anissin (8., 19.) Gennadi Zygankow (33.) Wjatscheslaw Anissin (48.) | 5:3 (2:0, 2:2, 1:1) Spielbericht | Nordiques de Québec Réal Cloutier (31.) Matti Hagman (34., 57) | Lenin-Sportpalast, Moskau Zuschauer: 14.000 |

| 17. Dezember 1977 | Schweden Olsson Leif Holmgren Stig Östling Ericsson | 4:1 (1:1, 1:0, 2:0) Spielbericht | Finnland Seppo Repo | Moskau Zuschauer: 10.000 |

| 18. Dezember 1977 | Schweden Lars-Gunnar Lundberg (2) Thomas Gradin Per Lundqvist Bengt Lundholm Lars-Erik Esbjörs | 6:2 (0:0, 4:0, 2:2) Spielbericht | Nordiques de Québec Jean-Claude Tremblay Garry Lariviere | Moskau Zuschauer: 14.000 |

| 18. Dezember 1977 | UdSSR Boris Michailow (2) Waleri Charlamow | 3:8 (0:2, 0:3, 3:3) Spielbericht | Tschechoslowakei Vladimír Martinec (2) Jiří Bubla Marián Šťastný Ivan Hlinka Jaroslav Pouzar Jiří Novák Josef Augusta | Moskau Zuschauer: 14.000 |

| 19. Dezember 1977 | Finnland Seppo Repo (2) Esa Peltonen Matti Rautiainen Juhani Tamminen Pertti Koivulahti | 6:6 (2:1, 2:5, 2:0) Spielbericht | Nordiques de Québec Matti Hagman (2) Jean Bernier Bob Fitchner Réal Cloutier Jean-Claude Tremblay | Moskau Zuschauer: 13.500 |

| 20. Dezember 1977 | UdSSR Juri Fjodorow (2) Waleri Charlamow Wladimir Petrow Gennadi Zygankow Wjatscheslaw Anissin Wassili Perwuchin | 7:3 (3:0, 2:0, 2:3) Spielbericht | Finnland Hannu Kapanen Seppo Suoraniemi Jukka Alkula | Moskau Zuschauer: 13.000 |

| 20. Dezember 1977 | Tschechoslowakei Vladimír Martinec Bohuslav Ebermann | 2:1 (1:1, 1:0, 0:0) Spielbericht | Schweden Lennart Norberg | Moskau Zuschauer: 14.000 |

| 21. Dezember 1977 | UdSSR Waleri Charlamow (2) Helmuts Balderis (2) Sergei Kapustin Alexander Malzew Sergei Babinow Wiktor Schalimow Waleri Wassiljew | 9:2 (2:1, 4:0, 3:1) | Schweden Ericsson (2) | Moskau Zuschauer: 14.000 |

| 21. Dezember 1977 | Tschechoslowakei Bohuslav Ebermann Milan Kajkl Marián Šťastný Peter Šťastný Eduard Novák Vladimír Martinec | 6:2 (3:1, 2:0, 1:1) | Nordiques de Québec Réal Cloutier Marc Tardif | Moskau Zuschauer: 13.500 |

## Abschlusstabelle
| Platz | Mannschaft          | Spiele | S | U | N | T     | P |
| ----- | ------------------- | ------ | - | - | - | ----- | - |
|       | Tschechoslowakei    | 4      | 3 | 1 | 0 | 19:09 | 7 |
|       | UdSSR               | 4      | 3 | 0 | 1 | 24:16 | 6 |
|       | Schweden            | 4      | 2 | 0 | 2 | 13:14 | 4 |
| 4.    | Finnland            | 4      | 0 | 2 | 2 | 13:20 | 2 |
| 5.    | Nordiques de Québec | 4      | 0 | 1 | 3 | 13:23 | 1 |

## Auszeichnungen
Die besten Spieler
| Bester Spieler        | Ivan Hlinka                                                                       |
| Bester Schiedsrichter | Ron Harris                                                                        |
| Beste Scorer          | Wjatscheslaw Anisin und Waleri Charlamow jeweils 6 Punkte (4 Tore und 2 Vorlagen) |

All-Star-Team
| Torwart     | Jiří Holeček                                  |
| Verteidiger | Pekka Marjamäaki – Jean Bernier               |
| Stürmer     | Thomas Gradin – Ivan Hlinka – Boris Michailow |